# Secretaría General de la Presidencia del Gobierno
La Secretaría General de la Presidencia del Gobierno de España es el órgano directivo de la Presidencia del Gobierno responsable de prestar apoyo al presidente del Gobierno y al Gabinete de la Presidencia en aspectos de servicios comunes, asesoramiento técnico, protocolo y seguridad.
En el ejercicio de sus competencias de apoyo, la Secretaría General actúa de acuerdo con criterios de coordinación funcional con el Ministerio de la Presidencia, Relaciones con las Cortes y Memoria Democrática a través de su Subsecretaría.

## Historia

### Época temprana
La Secretaría General de la Presidencia del Gobierno se crea por Real Decreto 2158/1978, de 1 de septiembre, bajo la denominación de Secretaría General del Gabinete del Presidente del Gobierno, con rango de Dirección General. Posteriormente, por Real Decreto de 326/1981, de 6 de marzo, la Secretaría General se elevó al rango de Subsecretaría, dejando de depender del Gabinete —que entonces poseía el mismo nivel orgánico— y adscribiéndose directamente al jefe del Ejecutivo.
A finales de 1982, por Real Decreto-ley 22/1982, de 7 de diciembre, se reorganizan los departamentos de la Administración Central del Estado y se transfieren las políticas de función pública de la Presidencia del Gobierno al Ministerio de la Presidencia. En el caso de esta Secretaría General, que desde 1981 había convivido con la Secretaría General de la Presidencia del Ministerio de la Presidencia (1981-1982), asume la denominación de esta última, conviviendo ahora con una «Secretaría del Presidente del Gobierno», creada por Real Decreto 3773/1982, de 22 de diciembre. Por este entonces, la Secretaría General estaba formada por el Centro de Estudios Constitucionales y el Centro de Investigaciones Sociológicas, el Instituto Nacional de Publicidad (INP), así como una Dirección General de Medios de Comunicación Social, que se encargaba de las competencias de la Presidencia en relación con el régimen de las empresas de comunicación social. Unos meses después, se definió la Secretaría General como «el órgano de la Presidencia del Gobierno encargado de la dirección y coordinación general de las actividades y servicios encargados del régimen jurídico de la información y la publicidad; de la ordenación y registro de emisiones y frecuencias radioeléctricas y de la promoción de los estudios constitucionales y de las investigaciones sociológicas».

### Gestora de servicios comunes

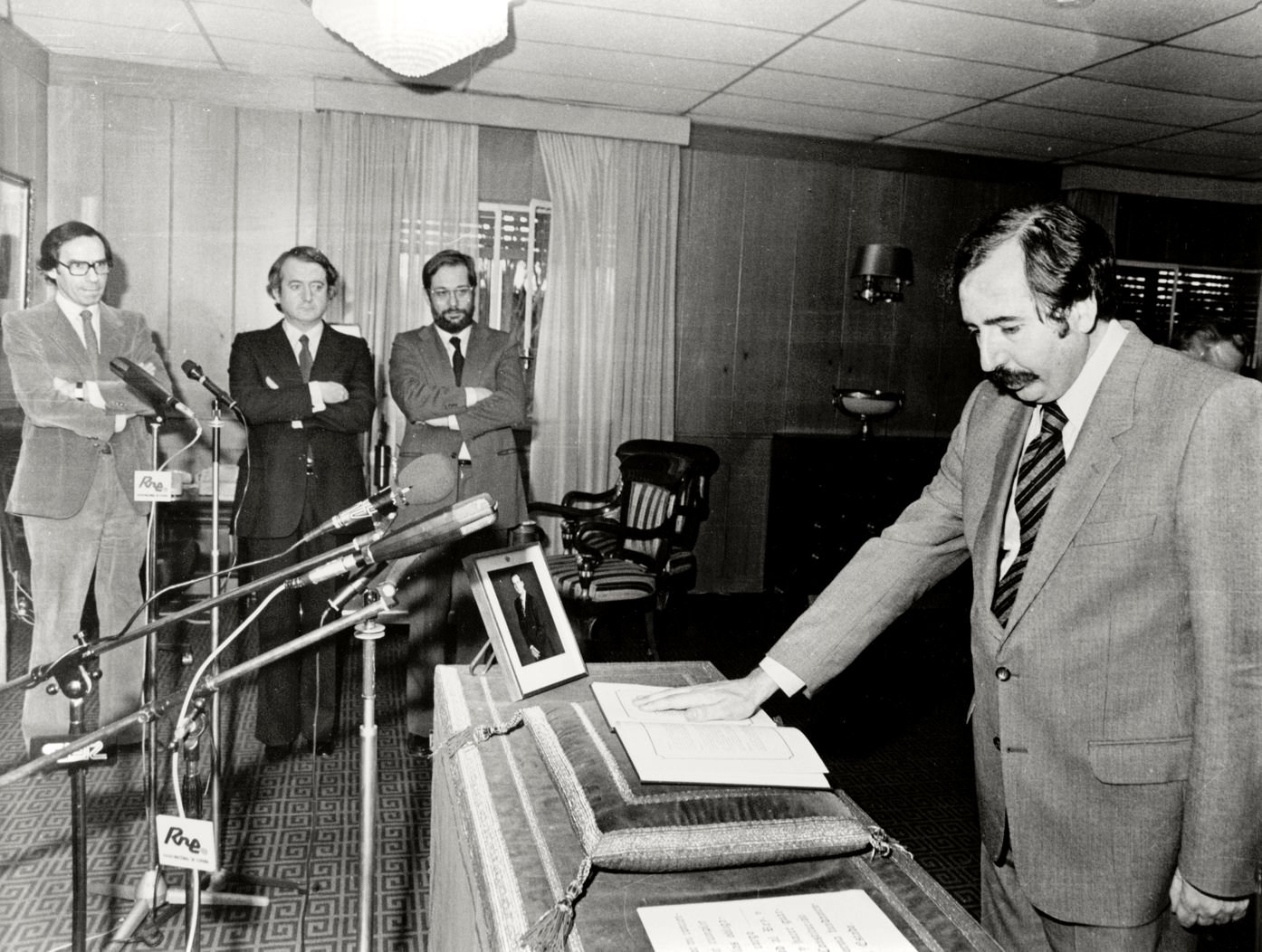
Toma de posesión de Julio Feo como secretario general en 1986.

A pesar de esto, desde 1982 y sin ser derogado formalmente, no se nombró un titular del órgano, que fue perdiendo competencias en favor del Ministerio de la Presidencia.
A consecuencia de lo anterior, en 1986 toma forma la Secretaría General de Presidencia que conocemos hoy en día. En esta fecha, por Real Decreto 1794/1986, de 29 de agosto, se suprime el cargo de Secretario del Presidente del Gobierno (creado en la anterior reforma de 1982) y sus funciones son asumidas por la Secretaría General, siendo estas todas las relativas a protocolo, seguridad y medios operativos. Al mismo tiempo, los órganos y funciones que hasta entonces tenía la Secretaría General pasan a depender del Ministerio de Relaciones con las Cortes y de la Secretaría del Gobierno así como del Portavoz del Gobierno.
Entre 1987 y 1991, pasó algo similar a lo ocurrido entre 1982 y 1986. El órgano, sin ser derogado formalmente, no tuvo titular y en 1991 se recupera bajo el nombre de Secretaría General de Coordinación y Servicios de la Presidencia del Gobierno, con las mismas funciones y estructura que en 1986. En 1993 las funciones y órganos de la Secretaría General pasan al Ministerio de la Presidencia al mismo tiempo que Rosa Conde es nombrada como la primera mujer secretaria general de la Presidencia, con rango de secretaria de estado. Si bien integrados en el ministerio mencionado, el personal de esos centros seguía sometido al régimen de personal de la presidencia.
En 1996, ya con todas las funciones restauradas directamente en la Presidencia del Gobierno, se creó la Vicesecretaría General como órgano de asistencia al secretario general y se le adscribió la Infraestructura y Seguimiento para Situaciones de Crisis (hasta entonces en el Gabinete). En el año 2000 se radicó en este órgano la Cancillería de la Real y Distinguida Orden Española de Carlos III, cuyo titular ejerce como Ministro-Secretario de la Orden.
Entre 2010 y 2011 hubo algunos cambios en el contexto de la crisis económica. Principalmente, algunos cargos de la Presidencia fueron rebajados de categoría, incluyendo el secretario general, que pasó a tener rango de subsecretario en julio de 2011 y se suprimieron algunos órganos, como la Vicesecretaría General, cuyas funciones asumió directamente el titular de la Secretaría General. En diciembre de 2011, se creó la figura del coordinador para asuntos de la Presidencia, integrado en este órgano y en febrero de 2015 se creó el Gabinete Técnico.
Desde el inicio de la administración popular de Mariano Rajoy a principios de 2012, la Secretaría General dejó de depender directamente del presidente del Gobierno y se encuadró dentro del Gabinete de la Presidencia. Asimismo, desde la misma fecha, las situaciones de crisis y/o seguridad nacional ya no son gestionadas por este órgano, sino por el Gabinete.
Durante la actual administración socialista de Pedro Sánchez, los cambios más relevantes fueron la recuperación de la Vicesecretaría General en 2018, que fue reemplazada en 2021 por el Departamento de Coordinación Técnica y Jurídica, la supresión del cargo de coordinador de los asuntos de la Presidencia y la creación de un Departamento de Planificación y Seguimiento de la Actividad Gubernamental en 2020, sustituido en 2021 por la Unidad de Rendición de Cuentas para el seguimiento y control de la actividad gubernamental y la transparencia de esta información. En 2023, esta Unidad fue transferida a la Dirección Adjunta del Gabinete.

## Funciones
A la Secretaría General, según el artículo 4.1 del Real Decreto 890/2023, de 27 de noviembre, por el que se aprueba la estructura de la Presidencia del Gobierno, le corresponden las siguientes funciones:
- La organización y la seguridad de todas las actividades del Presidente del Gobierno, tanto en territorio nacional como en sus desplazamientos al exterior.
- La coordinación de las actividades de apoyo y protocolo del Presidente del Gobierno en su relación con los restantes poderes del Estado.
- El apoyo y el asesoramiento técnico a los distintos órganos de la Presidencia del Gobierno, así como la asistencia en materia de administración económica, personal, mantenimiento y conservación, tecnologías de la información y de las comunicaciones.
- La coordinación de los programas y dispositivos logísticos para los viajes al extranjero de autoridades del Gobierno.
- La supervisión del Sistema Operativo Sanitario de la Presidencia del Gobierno.
- La ejecución de aquellas otras actividades o funciones que le encomiende la persona titular de la Dirección del Gabinete de la Presidencia del Gobierno.

## Estructura
De la Secretaría General dependen los siguientes órganos:
- El Departamento de Coordinación Técnica y Jurídica, al que le corresponde prestar asistencia en asuntos económico-presupuestarios, de personal, mantenimiento y conservación, asuntos técnicos y administrativos, archivo y documentación, transparencia, comunicaciones y ciberseguridad, y gestión del Sistema Operativo Sanitario de la Presidencia del Gobierno. Asimismo, es competente en asuntos informáticos y de comunicaciones en el ámbito de la Presidencia del Gobierno y del Ministerio de la Presidencia.
  - Del Departamento de Coordinación Técnica y Jurídica dependen las unidades siguientes, con rango de Subdirección General:
    - Unidad de Medios Operativos.
    - Unidad de Tecnologías de la Información y las Comunicaciones.
      - División de Comunicaciones en Movilidad.
- El Departamento de Protocolo, al que le corresponde todo lo relativo a la coordinación y organización del protocolo de viajes, actos públicos y otras actividades, actos y reuniones del presidente del Gobierno y del ministro de la Presidencia.
  - Del Departamento de Protocolo dependen las unidades siguientes, con nivel orgánico de Subdirección General:
    - Unidad de Protocolo de la Presidencia del Gobierno.
    - Unidad de Protocolo y Ceremonial del Estado.
- El Departamento de Seguridad, al que le corresponden los temas de protección del personal, edificios e instalaciones del Complejo de la Moncloa, así como las funciones y actuaciones necesarias para la seguridad integral del presidente del Gobierno y otras personas e instalaciones que se determinen.
  - Dependen de este Departamento las siguientes unidades con nivel orgánico de Subdirección General:
    - Unidad de Seguridad.
    - Unidad Operativa.
- El Gabinete Técnico, como órgano de apoyo, asistencia inmediata y asesoramiento permanente, con nivel orgánico de Subdirección General.
- La Oficina para la Organización de la Cuarta Conferencia Internacional sobre la Financiación para el Desarrollo de la ONU, con rango de Subdirección General, responsable de coordinar los trabajos logísticos y de la operativa precisa para la organización y celebración de la Conferencia.

## Secretarios generales
El secretario general, con rango de subsecretario, actualmente es un alto cargo subordinado a la Dirección del Gabinete de la Presidencia, con funciones similares a las que tiene un subsecretario en un departamento ministerial. Por esto, ejerce sus competencias en coordinación con la Subsecretaría de la Presidencia.
Es miembro de la Comisión General de Secretarios de Estado y Subsecretarios y del Comité de Situación del Consejo de Seguridad Nacional. Asimismo, es miembro de la Comisión Delegada del Gobierno para Asuntos de Inteligencia.

### Lista
- José Coderch Planas (1978-1980)[25]
- Emilio Pujalte Clariana (1980-1981)[26]
- Luis Angel Sánchez-Merlo y Ruiz (1981-1982)[27]
- Vacante[nota 1]
- Julio Feo (1986-1987)[28]
- Vacante[nota 2]
- Luis Reverter Gelabert (1991-1993)[29]
- Rosa Conde (1993-1996)[13]
- Javier Zarzalejos (1996-2004)[30]
- Nicolás Martínez-Fresno y Pavía (2004-2008)[31]
- Bernardino León (2008-2011)[32]
- Cristina Latorre Sancho (2011)[33]
- María Rosario Pablos López (2011-2018)[34]
- Félix Bolaños (2018-2021)[35]
- Francisco Martín Aguirre (2021-2023)[36]
- Judit Alexandra González Pedraz (2023-)[37]